# Edmontosaurus
Edmontosaurus ("Edmontonödla"), släkte med dinosaurier påträffade i Nordamerika. Edmontosaurus var en sentida anknäbbsdinosaurie, som man tror levde för ungefär 65 miljoner år sedan. Liksom andra hadrosaurier är Edmontosaurus känd från mycket välbevarade skelett, varav några har både muskler och hud bevarade.

## Upptäckt och arter
Det första fossilet som tillfördes släktet Edmontosaurus (NMC 2288) hittades i Alberta av Sternberg, 1912. Detta exemplar var mycket välbevarat, och hade både skalle och skelett bevarade. Detta fossil beskrevs av Lambe 1907, och fick namnet Edmontosaurus regalis.
Sedan dess har ett antal andra släkten inom hadrosauridae-familjen klassificerats som synonymer till Edmontosaurus. Ett släkte, Anatosaurus annectens ("anködla"), identifieras nu som en art i släktet Edmontosaurus, E. annectens. Anatosaurus ansågs tidigare vara ett eget släkte, som skiljde sig från Edmontosaurus genom sin mindre kroppsstorlek, mer gracila käkar och färre tänder. Senare har man kommit fram till att fossilen tillskrivna Anatosaurus endast var fossil av unga Edmontosaurus. Fossilen var alltså från samma släkte, men av olika åldergrupper. Det har också föreslagits att den jättelika hadrosaurien Shantungosaurus skulle kunna vara en asiatisk variant av Edmontosaurus.
Inom släktet Edmontosaurus har det också varit diskussion om giltiga arter. Det har bland annat föreslagits att E. regalis och E. annectens inte är skilda arter; E. regalis har beskrivits som kraftigare i kroppen än E. annectens, men detta har föreslagits bero på könsdimorfism.

### Fossil

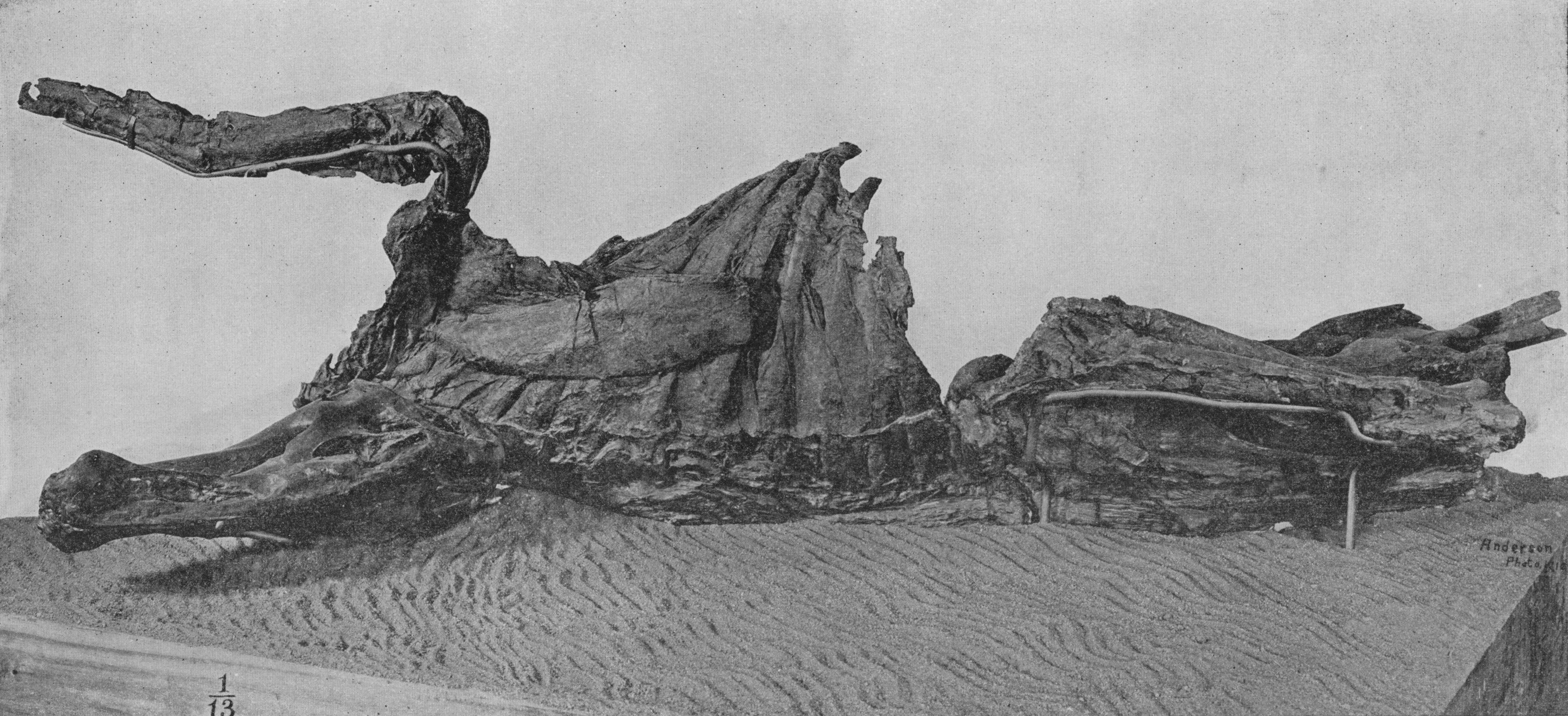
Välbevarat Edmontosaurusfossil (AMNH 5060).

Fossil efter Edmontosaurus finns rapporterade från Alberta, Wyoming, South Dakota, Montana och Colorado. Det finns också rapporter om fynd från Prince Creek Formation i Alaska. Edmontosaurus har också lämnat efter sig ett stort utbud med fossil. Man har hittat många välbevarade skelett, men också fossiliserade mjukare vävnader såsom muskler och skinn.
Ett av dessa välbevarade fossil (AMNH 5060) hittades av Sternberg, sommaren 1908. Detta fossil har de flesta delarna bevarade, med undantag för svansen och bakfötterna.

## Beskrivning

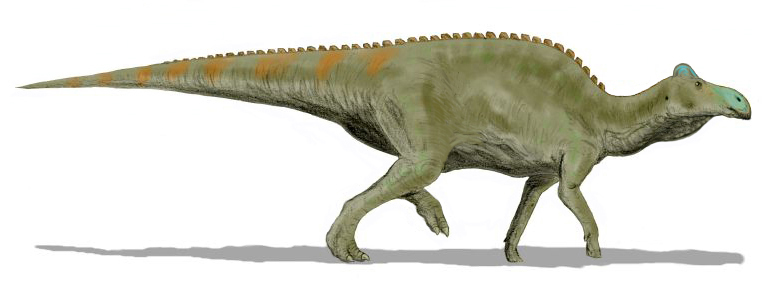
Konstnärlig rekonstruktion av Edmontosaurus.

Edmontosaurus var en typisk hadrosaurie. Den främre delen av dess mun var utformad till en platt, ankliknande näbb, och längre bak i munnen satt stora uppsättningar med små tänder för att tugga växtmaterial. Edmontosaurus var ett stort djur. Den blev upp till 13 meter lång, och vikten tros ha uppgått till omkring 4 ton.
Precis som med andra hadrosaurier tror man att Edmontosaurus växlade mellan fyrbent och tvåbent gång. Även om Edmontosaurus var ett stort djur tror man att den kunde springa ganska fort, enligt vissa rön upp till 45 km/tim. Detta skulle ha gjort det möjligt för den att springa ifrån fiender som Tyrannosaurus. Det är också möjligt att Edmontosaurus kunde använda sin kraftiga svans som ett vapen mot angripare. Edmontosaurus skinn var också på vissa ställen täckt med hårda små knölar, som kan ha varit för att ge skydd.

### Födointag
Edmontosaurus tros liksom andra hadrosaurier ha varit växtätare. Enligt en studie av Williams och Purnell är det sannolikt att Edmontosaurus levde av lågväxande vegetation såsom fräken, och att den liksom andra hadrosaurier effektivt kunde tugga och mala födan.

## Paleobiologi

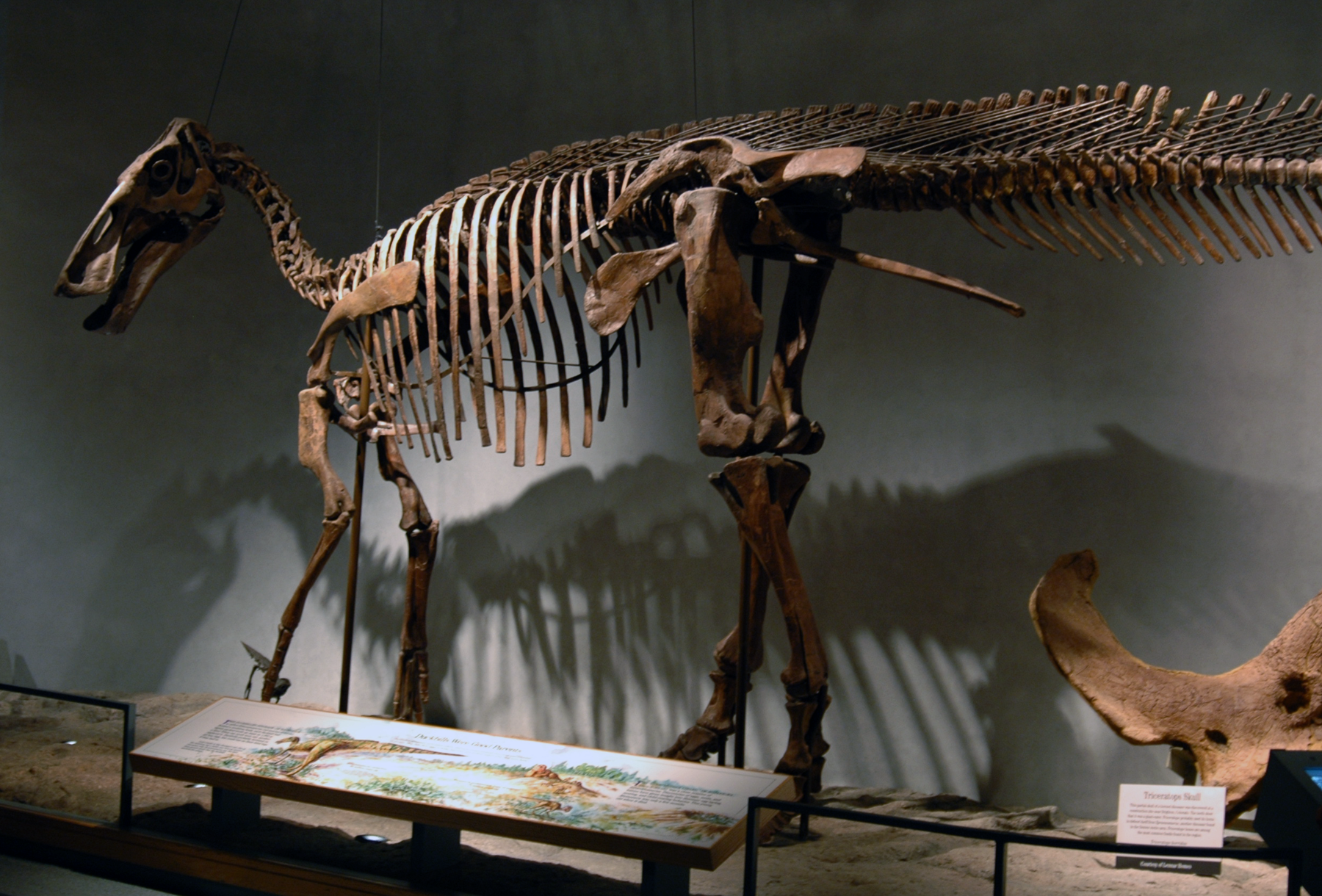
Edmontosaurusskelett på Denver Museum of Natural History.

Trots sin storlek tros Edmontosaurus ha utgjort byte för samtida köttätande dinosaurier. Fossil efter den väldiga Tyrannosaurus rex har påträffats i samma lager som Edmontosaurus, och det anses troligt att dessa djur konfronterades med varandra. På Denver Museum of Natural History finns det välbevarade skelettet DMNH 1493, uppgrävt i Hell Creek Formation av Barnum Brown, 1933. Detta skelett har undersökts av Carpenter, som ser till möjligheten att den angreps av en Tyrannosaurus rex medan den fortfarande levde. Kotorna 13 - 17 i svansen är skadade, och några verkar ha bitmärken. Benen visar också tecken på att ha börjat läka, vilket antyder att Edmontosaurus överlevde en tid efter att den skadats. Den troligaste angriparen tros vara Tyrannosaurus rex, eftersom det är den enda kända theropoden som tros ha kunnat nå upp till Edmontosaurus svans. Eftersom skadan läkt har det föreslagits att Edmontosaurus använde sin kraftiga svans som vapen, eller att den lyckades springa ifrån förföljaren.
Man har också hittat maginnehåll från en Tyrannosaurus som kan innehålla benbitar efter Edmontosaurus